# Athlétisme à l'Universiade d'été de 1989
Navigation
Zagreb 1987 Sheffield 1991
Les épreuves d'athlétisme de l'Universiade d'été de 1989 se déroulent dans l'enceinte du Wedaustadion de Duisbourg, en Allemagne de l'Ouest, du 25 au 30 août 1989.

## Résultats

### Hommes
| Épreuves | Or                                                                               | Argent                                                                              | Bronze                                                                                         |
| --- | -------------------------------------------------------------------------------- | ----------------------------------------------------------------------------------- | ---------------------------------------------------------------------------------------------- |
| 100 m Vent : -1,3 m/s | Andre Cason 10 s 29                                                              | Olapade Adeniken 10 s 35                                                            | Joel Isasi 10 s 41                                                                             |
| 200 m Vent : +3,4 m/s | Robson da Silva 20 s 33                                                          | Félix Stevens 20 s 58                                                               | Kevin Braunskill 20 s 62                                                                       |
| 400 m | Roberto Hernández 45 s 42                                                        | Sérgio Menezes 45 s 66                                                              | Oliver Bridges 45 s 66                                                                         |
| 800 m | Ari Suhonen 1 min 47 s 13                                                        | Ikem Billy 1 min 47 s 29                                                            | Simon Doyle 1 min 47 s 48                                                                      |
| 1 500 m | Kip Cheruiyot 3 min 40 s 38                                                      | Peter Rono 3 min 40 s 78                                                            | Bob Dielis 3 min 40 s 93                                                                       |
| 5 000 m | Stefano Mei 13 min 39 s 04 (CR)                                                  | Charles Cheruiyot 13 min 39 s 42                                                    | António Serrano 13 min 39 s 50                                                                 |
| 10 000 m | Julius Kariuki 28 min 35 s 46 (CR)                                               | Zeki Öztürk 28 min 39 s 56                                                          | António Serrano 28 min 43 s 97                                                                 |
| Marathon | Tibor Baier 2 h 14 min 33 s (CR)                                                 | Rustam Shagiyev 2 h 14 min 59 s                                                     | Kennedy Manyisa 2 h 15 min 23 s                                                                |
| 110 m haies Vent : -1,4 m/s | Roger Kingdom 13 s 26                                                            | Emilio Valle 13 s 52                                                                | Florian Schwarthoff 13 s 63                                                                    |
| 400 m haies | Reggie Davis 49 s 74                                                             | Vladimir Budko 50 s 30                                                              | Kevin Henderson 50 s 57                                                                        |
| 3 000 m steeple | Patrick Sang 8 min 32 s 78                                                       | Engelbert Franz 8 min 33 s 25                                                       | Thierry Brusseau 8 min 35 s 78                                                                 |
| 20 km marche | Walter Arena 1 h 23 min 25 s (CR)                                                | Miguel Ángel Prieto 1 h 23 min 39 s                                                 | Andrew Jachno 1 h 23 min 48 s                                                                  |
| 4 × 100 m | États-Unis Slip Watkins Tony Dees Andre Cason Michael Marsh 38 s 58              | Union soviétique Andrey Razin Dmitriy Vanyaykin Andrey Fedoriv Igor Groshev 39 s 35 | France Laurent Leconte Francis Darlis Pierre Boutry Jean-Charles Trouabal 39 s 67              |
| 4 × 400 m | Jamaïque Patrick O'Connor Devon Morris Howard Davis Howard Burnett 3 min 02 s 58 | États-Unis Stanley Kerr George Porter Michael Johnson Raymond Pierre 3 min 02 s 75  | Allemagne de l'Ouest Ulrich Schlepütz Markus Henrich Carsten Köhrbrück Edgar Itt 3 min 03 s 69 |
| Saut en hauteur | Javier Sotomayor 2,34 m                                                          | Hollis Conway 2,31 m                                                                | Rudolf Povarnitsyn 2,31 m                                                                      |
| Saut à la perche | Bernhard Zintl 5,65 m                                                            | Dean Starkey 5,60 m                                                                 | Javier García 5,40 m                                                                           |
| Saut en longueur | Jaime Jefferson 7,98 m                                                           | Vladimir Ratushkov 7,96 m                                                           | Llewellyn Starks 7,91 m                                                                        |
| Triple saut | Ihar Lapchyne 17,40 m                                                            | Tord Henriksson 16,94 m                                                             | Oleg Sakirkin 16,93 m                                                                          |
| Lancer du poids | Lars Arvid Nilsen 20,67 m                                                        | Mike Stulce 20,58 m                                                                 | Kalman Konya 20,37 m                                                                           |
| Lancer du disque | Kamy Keshmiri 65,40 m                                                            | Erik de Bruin 64,40 m                                                               | Roberto Moya 63,78 m                                                                           |
| Lancer du marteau | Ihar Astapkovich 80,56 m (CR)                                                    | Heinz Weis 79,58 m                                                                  | Ken Flax 75,86 m                                                                               |
| Lancer du javelot | Steve Backley 85,60 m                                                            | Pascal Lefèvre 82,56 m                                                              | Marko Hyytiäinen 81,52 m                                                                       |
| Décathlon | Dave Johnson 8 216 pts                                                           | Mikhail Medved 8 062 pts                                                            | Dezső Szabó 8 031 pts                                                                          |
| Records et Performances - AR : Record continental (area record) - CR : Record des championnats (championship record) - MR : Record du meeting (meet record) - NR : Record national (national record) - OR : Record olympique (olympic record) - PR : Record paralympique (paralympic record) - PB : Record personnel (personal best) - SB : Meilleure performance personnelle de la saison (season's best) - WL : Meilleure performance mondiale de l'année (world leader) - WJR : Record du monde junior (world junior record) - WR : Record du monde (world record) Circonstances et Conditions - DNF : N'a pas terminé (did not finish) - DNS : N'a pas pris le départ (did not start) - DQ : Disqualification (disqualification) - NM : Aucun essai valable enregistré (No Mark) - Q : Qualifié « directement » au prochain tour (ou à la prochaine compétition), lors d'une compétition majeure, grâce au classement ou à la réalisation des minima (automatic qualifier) - q : Qualifié au prochain tour (ou à la prochaine compétition), lors d'une compétition majeure, grâce au repêchage ou à la réalisation de l'une des meilleures performances parmi celles des « non qualifiés directement » (grâce au meilleur temps ou à la meilleure distance par exemple) (secondary qualifier) |                                                                                  |                                                                                     |                                                                                                |

### Femmes
| Épreuves | Or                                                                                         | Argent                                                                                             | Bronze |
| --- | ------------------------------------------------------------------------------------------ | -------------------------------------------------------------------------------------------------- | --- |
| 100 m Vent : -1,4 m/s | Liliana Allen 11 s 37                                                                      | Anita Howard 11 s 47                                                                               | Natalya Voronova 11 s 48                                                                                     |
| 200 m Vent : +0,3 m/s | Galina Malchugina 22 s 70                                                                  | Liliana Allen 23 s 00                                                                              | Esther Jones 23 s 02                                                                                         |
| 400 m | Ana Fidelia Quirot 50 s 73                                                                 | Jearl Miles 52 s 41                                                                                | Lyudmila Dzhigalova 52 s 69                                                                                  |
| 800 m | Ana Fidelia Quirot 1 min 58 s 88                                                           | Ellen van Langen 1 min 59 s 82                                                                     | Inna Yevseyeva 2 min 01 s 03                                                                                 |
| 1 500 m | Paula Ivan 4 min 13 s 58                                                                   | Suzy Favor 4 min 14 s 92                                                                           | Lyudmila Rogachova 4 min 15 s 11                                                                             |
| 3 000 m | Paula Ivan 8 min 44 s 09 (CR)                                                              | Viorica Ghican 8 min 46 s 27                                                                       | Regina Cistiakova 8 min 55 s 73                                                                              |
| 10 000 m | Viorica Ghican 31 min 46 s 43 (CR)                                                         | Masami Ishizaka 32 min 16 s 24                                                                     | Lizanne Bussières 32 min 28 s 38                                                                             |
| Marathon | Irina Bogacheva (de) 2 h 35 min 9 s (CR)                                                   | Akemi Takayama 2 h 39 min 58 s                                                                     | Kim Yen-Ku 2 h 40 min 52 s                                                                                   |
| 100 m haies Vent : +1,5 m/s | Monique Éwanjé-Épée 12 s 65                                                                | Lidiya Okolo-Kulak 12 s 73                                                                         | Claudia Zaczkiewicz 12 s 78                                                                                  |
| 400 m haies | Margarita Khromova 57 s 03                                                                 | Rosey Edeh 57 s 06                                                                                 | Irmgard Trojer 57 s 94                                                                                       |
| 5 km marche (route) | Ileana Salvador 20 min 44 s (CR)                                                           | Vera Makolova 20 min 52 s                                                                          | Sari Essayah 21 min 34 s                                                                                     |
| 4 × 100 m | États-Unis Michelle Finn Anita Howard Lamonda Miller Esther Jones 42 s 40 (CR)             | Union soviétique Nadezhda Roshchupkina Galina Malchugina Tatyana Papilina Natalya Voronova 43 s 25 | Allemagne de l'Ouest Claudia Zackiewicz Ulrike Sarvari Karin Janke Silke Knoll 43 s 85                       |
| 4 × 400 m | États-Unis Celena Mondie-Milner Natasha Kaiser-Brown Jearl Miles Terri Dendy 3 min 26 s 48 | Allemagne de l'Ouest Linda Kisabaka Karin Janke Gabriele Lesch Helga Arendt 3 min 27 s 02          | Union soviétique Yelena Vinogradova Margarita Ponomaryova Yelena Golesheva Lyudmila Dzhigalova 3 min 28 s 60 |
| Saut en hauteur | Alina Astafei 1,91 m                                                                       | Silvia Costa 1,91 m                                                                                | Jin Ling 1,88 m                                                                                              |
| Saut en longueur | Yolanda Chen 6,72 m                                                                        | Marieta Ilcu 6,71 m                                                                                | Katja Trostel 6,49 m                                                                                         |
| Lancer du poids | Huang Zhihong 20,56 m                                                                      | Belsis Laza 19,32 m                                                                                | Zhou Tianhua 18,71 m                                                                                         |
| Lancer du disque | Hou Xuemei 65,32 m                                                                         | Gabriele Reinsch 65,20 m                                                                           | Maritza Martén 64,70 m                                                                                       |
| Lancer du javelot | Silke Renk 66,10 m                                                                         | Brigitte Graune 62,12 m                                                                            | Päivi Alafrantti 61,76 m                                                                                     |
| Heptathlon | Larisa Nikitina 6 847 pts (CR)                                                             | Sabine Braun 6 575 pts                                                                             | Jane Flemming 6 286 pts                                                                                      |
| Records et Performances - AR : Record continental (area record) - CR : Record des championnats (championship record) - MR : Record du meeting (meet record) - NR : Record national (national record) - OR : Record olympique (olympic record) - PR : Record paralympique (paralympic record) - PB : Record personnel (personal best) - SB : Meilleure performance personnelle de la saison (season's best) - WL : Meilleure performance mondiale de l'année (world leader) - WJR : Record du monde junior (world junior record) - WR : Record du monde (world record) Circonstances et Conditions - DNF : N'a pas terminé (did not finish) - DNS : N'a pas pris le départ (did not start) - DQ : Disqualification (disqualification) - NM : Aucun essai valable enregistré (No Mark) - Q : Qualifié « directement » au prochain tour (ou à la prochaine compétition), lors d'une compétition majeure, grâce au classement ou à la réalisation des minima (automatic qualifier) - q : Qualifié au prochain tour (ou à la prochaine compétition), lors d'une compétition majeure, grâce au repêchage ou à la réalisation de l'une des meilleures performances parmi celles des « non qualifiés directement » (grâce au meilleur temps ou à la meilleure distance par exemple) (secondary qualifier) |                                                                                            | | |

## Tableau des médailles
| Rang  | Nation               | Or | Argent | Bronze | Total |
| ----- | -------------------- | -- | ------ | ------ | ----- |
| 1     | États-Unis           | 8  | 7      | 6      | 21    |
| 2     | Union soviétique     | 7  | 8      | 8      | 23    |
| 3     | Cuba                 | 6  | 5      | 3      | 14    |
| 4     | Roumanie             | 4  | 2      | 0      | 6     |
| 5     | Kenya                | 3  | 2      | 1      | 6     |
| 6     | Italie               | 3  | 0      | 1      | 4     |
| 7     | Chine                | 2  | 0      | 2      | 4     |
| 8     | Allemagne de l'Ouest | 1  | 5      | 5      | 11    |
| 9     | France               | 1  | 1      | 2      | 4     |
| 10    | Allemagne de l'Est   | 1  | 1      | 1      | 3     |
| 11    | Brésil               | 1  | 1      | 0      | 2     |
| 11    | Royaume-Uni          | 1  | 1      | 0      | 2     |
| 13    | Finlande             | 1  | 0      | 3      | 4     |
| 14    | Hongrie              | 1  | 0      | 1      | 2     |
| 15    | Jamaïque             | 1  | 0      | 0      | 1     |
| 15    | Norvège              | 1  | 0      | 0      | 1     |
| 17    | Pays-Bas             | 0  | 2      | 1      | 3     |
| 18    | Japon                | 0  | 2      | 0      | 2     |
| 19    | Espagne              | 0  | 1      | 3      | 4     |
| 20    | Canada               | 0  | 1      | 1      | 2     |
| 21    | Nigeria              | 0  | 1      | 0      | 1     |
| 21    | Suède                | 0  | 1      | 0      | 1     |
| 21    | Turquie              | 0  | 1      | 0      | 1     |
| 24    | Australie            | 0  | 0      | 3      | 3     |
| 25    | Corée du Sud         | 0  | 0      | 1      | 1     |
| Total | Total                | 42 | 42     | 42     | 126   |